# Милан Вјештица
Милан Вјештица (Нови Сад, 15. новембар 1979) је бивши српски фудбалер. Играо је на позицији одбрамбеног играча.

## Каријера
Каријеру је почео у РФК Нови Сад, одакле је у лето 2001. године прешао у Војводину. Након шест месеци напушта Војводину и прелази у Зенит из Санкт Петербурга. У Зениту је био до 2006. године, након чега је играо за Ростов.
У јануару 2008. је потписао двоипогодишњи уговор са Партизаном. У екипи тренера Славише Јокановића је одиграо само пролећни део сезоне 2008/09. Наступио је на девет првенствених утакмица, и на крају сезоне освојио дуплу круну. У јуну 2008. се вратио у Русију и потписао за Шињик из Јарославља. Након Шињика у Русији је играо још и за Жемчужину из Сочија, Урал из Јекатеринбурга и Динамо из Санкт Петербурга.

## Трофеји

### Зенит
- Лига куп Русије (1) : 2003.

### Партизан
- Првенство Србије (1) : 2007/08.
- Куп Србије (1) : 2007/08.

### Урал
- Друга лига Русије (1) : 2012/13.